# (1377) Roberbauxa
(1377) Roberbauxa es un asteroide perteneciente al cinturón de asteroides descubierto el 14 de febrero de 1936 por Louis Boyer desde el observatorio de Argel-Bouzaréah, Argelia.

## Designación y nombre
Roberbauxa fue designado inicialmente como 1936 CD.
Más tarde, se nombró en honor del ingeniero francés Robert Baux (1900-1987).

## Características orbitales
Roberbauxa está situado a una distancia media de 2,26 ua del Sol, pudiendo acercarse hasta 2,051 ua. Su inclinación orbital es 6,024° y la excentricidad 0,09261. Emplea 1241 días en completar una órbita alrededor del Sol.